# Chavigny-Bailleul
Pour les articles homonymes, voir Bailleul.
Chavigny-Bailleul est une commune française située dans le département de l'Eure en région Normandie.

## Géographie

### Localisation
| Chambois (comm. dél. de Corneuil) | Chambois (comm. dél. de Thomer-la-Sôgne), Jumelles | Les Authieux |
| Buis-sur-Damville                 | Chavigny-Bailleul                                  |              |
| Moisville                         | Coudres                                            | Coudres      |

### Hydrographie
La commune est située dans le bassin Seine-Normandie. Elle est drainée par la Coudanne, le fossé 01 de la Vallée Ruffin, le fossé 01 de la Beauce, le fossé 01 des Hazards, le fossé 01 des Landes d'en Haut, le fossé 01 des Marnières, le fossé 01 du Pré à Renard et le fossé 02 de la Grosse Pierre,,.
La Coudanne, d'une longueur de 22 km, prend sa source dans la commune de Moisville et se jette  dans l'Avre à Saint-Georges-Motel, après avoir traversé huit communes.

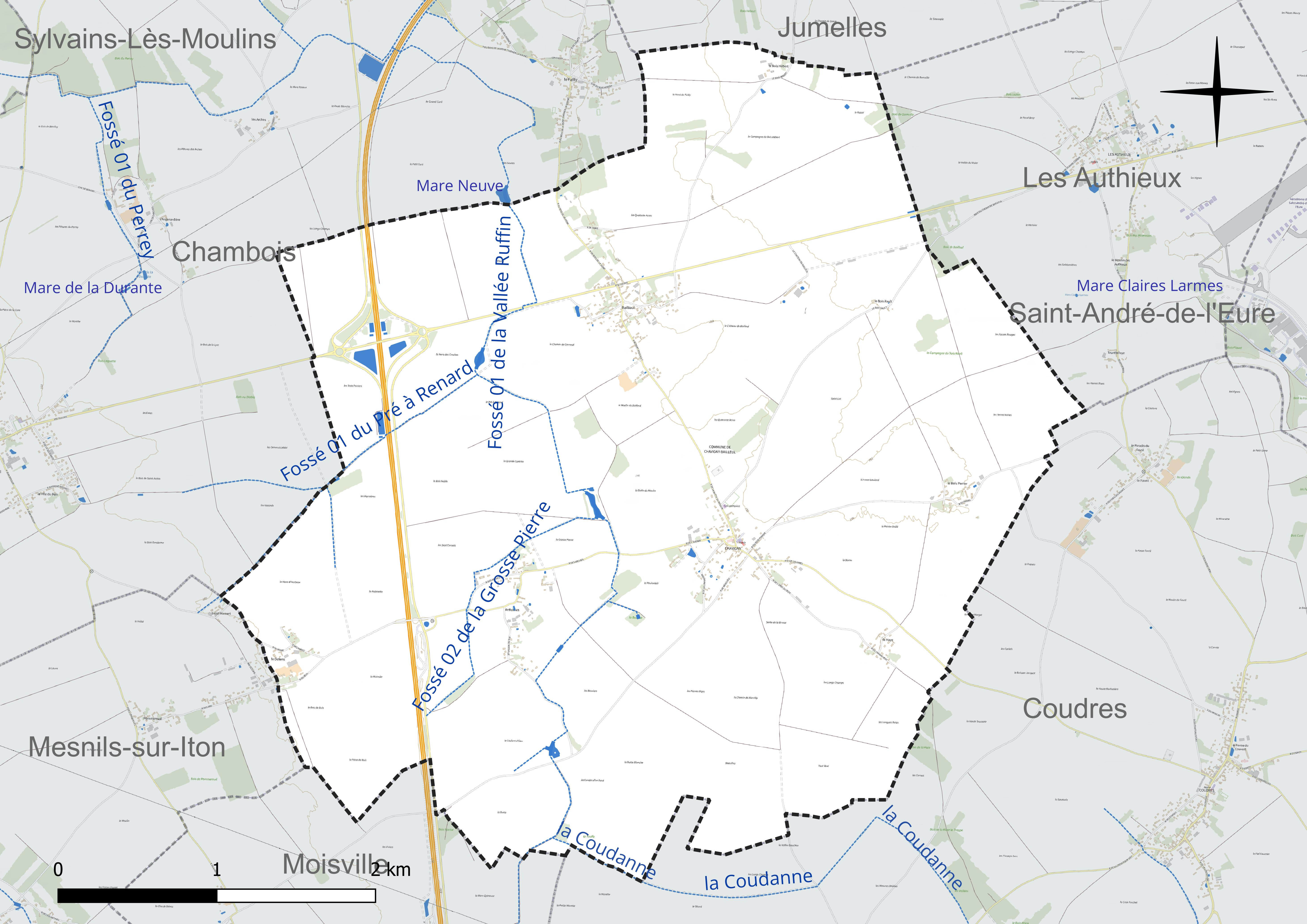
Réseau hydrographique de Chavigny-Bailleul.

### Climat
Pour des articles plus généraux, voir Climat de la Normandie et Climat de l'Eure.
En 2010, le climat de la commune est de type climat des marges montargnardes, selon une étude du CNRS s'appuyant sur une série de données couvrant la période 1971-2000. En 2020, Météo-France publie une typologie des climats de la France métropolitaine dans laquelle la commune est exposée à un climat océanique et est dans la région climatique  Sud-ouest du bassin Parisien, caractérisée par une faible pluviométrie, notamment au printemps (120 à 150 mm) et un hiver froid (3,5 °C). Parallèlement le GIEC normand, un groupe régional d’experts sur le climat, différencie quant à lui, dans une étude de 2020, trois grands types de climats pour la région Normandie, nuancés à une échelle plus fine par les facteurs géographiques locaux. La commune est, selon ce zonage, exposée à un « climat des plateaux abrités », correspondant aux plaines agricoles de l’Eure, avec une pluviométrie beaucoup plus faible que dans la plaine de Caen en raison du double effet d’abri provoqué par les collines du Bocage normand et par celles qui s’étendent sur un axe du Pays d'Auge au Perche.
Pour la période 1971-2000, la température annuelle moyenne est de 10,4 °C, avec  une amplitude thermique annuelle de 14,1 °C. Le cumul annuel moyen de précipitations est de 635 mm, avec 11,1 jours de précipitations en janvier et 8 jours en juillet. Pour la période 1991-2020, la température moyenne annuelle observée sur la station météorologique la plus proche, située sur la commune de Guichainville à 12 km à vol d'oiseau, est de 11,1 °C et le cumul annuel moyen de précipitations est de 659,6 mm,. Pour l'avenir, les paramètres climatiques de la commune estimés pour 2050 selon différents scénarios d’émission de gaz à effet de serre sont consultables sur un site dédié publié par Météo-France en novembre 2022.

## Urbanisme

### Typologie
Au 1er janvier 2024, Chavigny-Bailleul est catégorisée commune rurale à habitat dispersé, selon la nouvelle grille communale de densité à 7 niveaux définie par l'Insee en 2022.
Elle est située hors unité urbaine. Par ailleurs la commune fait partie de l'aire d'attraction d'Évreux, dont elle est une commune de la couronne,. Cette aire, qui regroupe 108 communes, est catégorisée dans les aires de 50 000 à moins de 200 000 habitants,.

### Occupation des sols
L'occupation des sols de la commune, telle qu'elle ressort de la base de données européenne d’occupation biophysique des sols Corine Land Cover (CLC), est marquée par l'importance des territoires agricoles (96,8 % en 2018), en diminution par rapport à 1990 (99,6 %). La répartition détaillée en 2018 est la suivante : 
terres arables (93,9 %), zones agricoles hétérogènes (2,8 %), zones urbanisées (1,9 %), zones industrielles ou commerciales et réseaux de communication (1,4 %). L'évolution de l’occupation des sols de la commune et de ses infrastructures peut être observée sur les différentes représentations cartographiques du territoire : la carte de Cassini (XVIIIe siècle), la carte d'état-major (1820-1866) et les cartes ou photos aériennes de l'IGN pour la période actuelle (1950 à aujourd'hui).

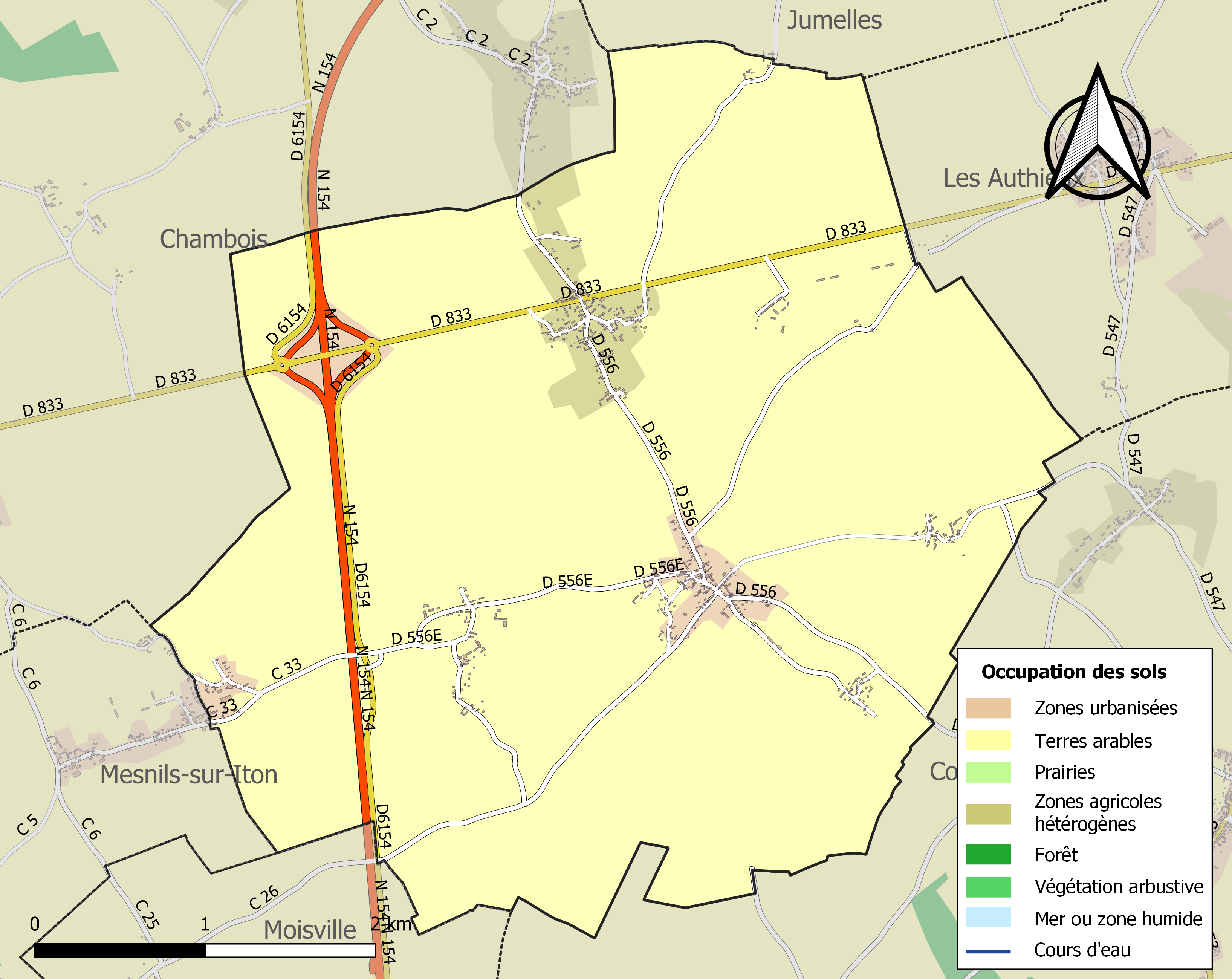
Carte des infrastructures et de l'occupation des sols de la commune en 2018 (CLC).

## Toponymie
Chavigny : attestée sous la forme Chavinnie en 1195, Chavigny en 1793.

Ce toponyme a la même origine, sous forme française, que Cavigny.
Bailleul-la-Campagne ou Bailleul-près-Saint-André (dans de nombreux actes): attestée sous les formes Baillolium en 1059 (Louis Du Bois), Baillol (charte de Richard Mancel pour l’abbaye de Conches) et Baillolio en 1080, Balleul en 1235 (cartulaire de Jumiéges).

## Histoire
- Bailleul a été rattachée à Chavigny en 1845. L'ensemble prend le nom de Chavigny-Bailleul[23].
- Liste des Seigneurs de Chavigny[27].

## Politique et administration
| Période                                  | Période  | Identité      | Étiquette | Qualité  |
| ---------------------------------------- | -------- | ------------- | --------- | -------- |
| 1845                                     |          |               |           |          |
| Les données manquantes sont à compléter. |          |               |           |          |
|                                          |          |               |           |          |
|                                          |          |               |           |          |
| mars 2001                                | En cours | Michel Cochon | DVD       | Retraité |

## Démographie
L'évolution du nombre d'habitants est connue à travers les recensements de la population effectués dans la commune depuis 1793. Pour les communes de moins de 10 000 habitants, une enquête de recensement portant sur toute la population est réalisée tous les cinq ans, les populations de référence des années intermédiaires étant quant à elles estimées par interpolation ou extrapolation. Pour la commune, le premier recensement exhaustif entrant dans le cadre du nouveau dispositif a été réalisé en 2007.

En 2022, la commune comptait 580 habitants, en évolution de −1,19 % par rapport à 2016 (Eure : −0,25 %, France hors Mayotte : +2,11 %).
| 1793 | 1800 | 1806 | 1821 | 1831 | 1836 | 1841 | 1846 | 1851 |
| ---- | ---- | ---- | ---- | ---- | ---- | ---- | ---- | ---- |
| 391  | 378  | 402  | 403  | 361  | 360  | 382  | 537  | 545  |

| 1856 | 1861 | 1866 | 1872 | 1876 | 1881 | 1886 | 1891 | 1896 |
| ---- | ---- | ---- | ---- | ---- | ---- | ---- | ---- | ---- |
| 547  | 502  | 506  | 489  | 480  | 431  | 435  | 424  | 439  |

| 1901 | 1906 | 1911 | 1921 | 1926 | 1931 | 1936 | 1946 | 1954 |
| ---- | ---- | ---- | ---- | ---- | ---- | ---- | ---- | ---- |
| 433  | 413  | 428  | 369  | 365  | 319  | 322  | 362  | 309  |

| 1962 | 1968 | 1975 | 1982 | 1990 | 1999 | 2006 | 2007 | 2012 |
| ---- | ---- | ---- | ---- | ---- | ---- | ---- | ---- | ---- |
| 325  | 311  | 268  | 356  | 466  | 462  | 493  | 497  | 569  |

| 2017 | 2022 | - | - | - | - | - | - | - |
| ---- | ---- | - | - | - | - | - | - | - |
| 593  | 580  | - | - | - | - | - | - | - |

## Culture locale et patrimoine

### Lieux et monuments
- Église Saint-Loup (ou Saint-Laudulphe), des XVe siècle, XVIe et XXe siècles, reconstruite au titre des dommages de guerre 39-45.
- Château, en ruines, de Bailleul-la-Campagne: château à tourelles bâti sur les fondements d'un ancien château féodal[27]. La famille Le Noble de Bailleul en fut propriétaire au moins pendant la seconde moitié du XVIIIe siècle, à partir de 1753.

### Personnalités liées à la commune
- Alexandre-Honoré-Nicolas Le Noble de Bailleul: chevalier, dernier seigneur de Chavigny, Bailleul, Léperay et autres lieux. Il avait épousé Louise de Brétignières[27], dont le frère, Louis, devint maire de Conches en 1794-95, sous la Révolution.

### Héraldique
|  | Les armes de la ville se blasonnent ainsi : écartelé : au 1) d’azur au cor de chasse contourné d’argent, au 2) de gueules aux trois épis de blé d’or tiges assemblées, au 3) de gueules aux trois roses d’or, au 4) d’azur à la hache pré-celtique d’argent. |